# Achim Meyer auf der Heyde
Achim Meyer auf der Heyde (* 6. Dezember 1952 in Bonn) ist ein deutscher Volkswirt und seit Ende 2024 Vorsitzender des Paritätischen Wohlfahrtsverbandes – Gesamtverband.

## Leben
Nach dem Abitur 1971 am staatlichen Beethovengymnasium in Bonn studierte Meyer auf der Heyde an den Universitäten Bonn, Freiburg sowie der Freien Universität Berlin Volks- und Betriebswirtschaftslehre, Politische Wissenschaften, Psychologie und Wirtschaftspädagogik (Abschlüsse Diplom-Volkswirt 1977, Diplom-Kaufmann 1978, Diplom-Handelslehrer 1981).
Im Jahr 1980 er Geschäftsführer des Ausbildungswerks Kreuzberg in Berlin, einer alternativen Ausbildungs- und Heimeinrichtung für Jugendliche der Fürsorgeerziehung und freiwilligen Erziehungshilfe, hervorgegangen aus einem städtebaulichen Wettbewerb ‚Strategien für Kreuzberg‘.
1985 wurde er als Mitgründer Co-Geschäftsführer der BBJ Consult, einem ersten überregionalen Beratungsunternehmen in den Bereichen EU-Förderung, Arbeitsmarkt-, Bildungs-, Jugend- und Sozialpolitik (gefördert von BMFSFJ und BMAS). Adressaten waren EU, Bund, Länder, Kommunen, Sozialpartner, Bildungsträger sowie Wohlfahrtseinrichtungen. 
Ende 1995 wechselte Meyer auf der Heyde als Senatsdirektor in die Behörde für Schule und Berufsbildung der Freien und Hansestadt Hamburg. In seine Zuständigkeit fielen Außerschulische Berufsbildung, Jugendberufshilfe, Berufliche Schulen, allgemeine, berufliche und politische Weiterbildung, Aufstiegsfortbildungsförderung (AFBG) sowie die Aufsicht über die Hamburger Volkshochschule, die Stiftung Berufliche Bildung, den Landesbetrieb Erziehung und Berufsbildung und die Rechtsaufsicht über die zuständigen Stellen. Darüber hinaus war er Mitglied bzw. Vorsitzender in verschiedenen überregionalen Gremien, u. a. der Bund-Länder-Kommission für Bildungsplanung, der Kultusministerkonferenz, des Bundesinstituts für Berufsbildung oder der Bundesanstalt für Arbeit.
Ende 2003 wechselte Meyer auf der Heyde als Generalsekretär zum Deutschen Studentenwerk, im Zuge der Satzungsänderung zum Jahresbeginn 2020 wurde er Alleinvorstand und gesetzlicher Vertreter des Deutschen Studentenwerks.
Am 6. Dezember 2024 wählte die Mitgliederversammlung des Paritätischen Gesamtverbandes ihn zum neuen Vorsitzenden. Er folgte damit auf den Gesundheitswissenschaftler Rolf Rosenbrock, der nach 12 Jahren an der Spitze des Verbandes nicht wieder antrat.
Er ist verheiratet und hat drei Kinder.

## Weitere Funktionen
Meyer auf der Heyde ist u. a. seit 2008 Mitglied des Hochschulrats der Bergischen Universität, seit 2021 stellvertretender Vorsitzender des Paritätischen Bildungswerks Gesamtverband sowie Vizepräsident der ‚Denkfabrik Zukunft der Gastwelt‘.   
Von 2015 bis 2024 war Meyer auf der Heyde President der International Association for Student Affairs and Services (IASAS) und von 2004 bis 2022 President bzw. Vicepresident des European Council for Student Affairs (ECStA). Darüber hinaus gehörte er zwischen 2016 und 2024 dem Hochschulrat der Philipps-Universität Marburg an.